# 齐甘德区
齐甘德区（匈牙利語：Cigándi járás），是匈牙利包尔绍德-奥包乌伊-曾普伦州的一个区，总面积为390平方公里，总人口16,042人（2011年），人口密度41人/平方公里。中心城市位于齐甘德。

## 市镇
齐甘德区包含1个城镇、1个大村和13个村庄。